# 闪穗早熟禾
闪穗早熟禾（学名：Poa nitidespiculata）为禾本科早熟禾属下的一个种。